# 光轴肿足蕨
光轴肿足蕨（学名：Hypodematium hirsutum）为肿足蕨科肿足蕨属下的一个种。

## 扩展阅读
- 維基物種上的相關：光轴肿足蕨